# Jouw Weekendfinale!
Jouw Weekendfinale! was een Nederlands radioprogramma van de EO op NPO 3FM. Het werd uitgezonden op zondag tussen 22:00 en 00:00 uur. Het programma was de vervanger van Ronduit.nl.
In het programma kwamen regelmatig gasten langs, was er een helpdesk, werden nieuwsfeitjes gepresenteerd en konden er plaatjes aangevraagd worden in 3 voor je weekend, de ideale platen om het weekend mee af te sluiten volgens de luisteraar. Het programma werd gepresenteerd door Joram Kaat. Nadat Jouw Weekendfinale! door Miranda van Holland gepresenteerd werd ging zij door met het radioprogramma Xnoizz. 31 augustus 2014 stopte Klaas van Kruistum met de presentatie van Jouw Weekendfinale! en nam Kaat het stokje van hem over. Vanaf augustus 2015 krijgt het programma een nieuwe titel: Joram met opnieuw Kaat.

## Verandering format
Met ingang van 11 september 2011 kreeg Jouw Weekendfinale! een andere opzet. Klaas van Kruistum ging het programma in zijn eentje presenteren. Ook ging het programma in plaats van 3 uur naar 2 uur radio (van 22.00 uur tot 0.00 uur). Miranda van Holland kreeg zodoende een extra uur Xnoizz tot haar beschikking.

## Oude items
- Sponsorlift. Een persoon lift twee uur lang en wordt gesponsord per kilometer. Dit geld gaat naar een goed doel. In 2010 is het onderdeel vervallen
- Klaas' agenda Aan de presentator wordt verteld wat de luisteraars de komende week gaan doen